# Jean-Baptist Biot
Jean-Baptist Biot (1774-1862) là nhà vật lý, nhà toán học, nhà thiên văn học người Pháp. Năm 1820, Biot cùng với một nhà vật lý người Pháp khác tên là Félix Savart tiến hành thí nghiệm. Kết quả là, hai ông đã xác định được từ trường của dòng điện thẳng, đồng thời đưa ra Định luật Biot-Savart. Đây là sự xác định ngay sau khi Hans Christian Ørsted tìm ra tác dụng từ của dòng điện. Ngoài nhữn nghiên cứu về điện từ học như trên, Biot còn nghiên cứu về các thiên thạch và ông còn nghiên cứu về quang học. Nghiên cứu về thiên thạch quan trọng nhất của ông đó chính là chấm dứt cuộc tranh luận của người đương thời khi họ tranh luận xem nguồn gốc của đá trên Trái Đất có nguồn gốc từ đâu, bởi người ta không mấy ai tin rằng đá trên hành tinh của chúng ta lại có nguồn gốc từ đá ngoài vũ trụ. Bắt nguồn từ vụ thiên thạch rơi vào khu vực gần l'Aigle vào năm 1803, qua nghiên cứu bằng cách phân tích các thiên thạch tại đó, Biot có thể chứng minh rằng đá của Trái Đất có nguồn gốc từ ngoài Trái Đất. Tiến thêm một bước nữa (sau khi giải quyết tranh luận của người đương thời), ông còn khẳng định Hệ Mặt trời cũng được cấu tạo từ những viên đá như trên. Với nghiên cứu quan trọng này, Biot đã mở ra cho các nhà thiên văn học sau này hướng đi mới trong việc nghiên cứu sự hình thành Hệ Mặt trời. Về quang học, ông nghiên cứu về ánh sáng phân cực. Qua quá trình nghiên cứu, ông chứng minh rằng ánh sáng phân cực chỉ xuất hiện khi ánh sáng được cấu tạo từ tiểu thể. Đây là lý thuyết quan trong. Chúng ta giờ đây có thể chế tạo ra màn hình tinh thể lỏng, một trong những màn hình tivi được đánh giá là có chất lượng cao nhất. Ngoài ra, trong nhiếp ảnh chúng ta có thể cắt ra phản xạ ảnh không mong muốn hoặc tăng cường phản xạ ảnh. Đó là khi tác dụng của lý thuyết trên của Biot được thông qua một thiết bị: bộ lọc phân cực.
Tên ông được đặt tên cho khoáng vật biotit.